# Andelfinger Zeitung
Die Andelfinger Zeitung, kurz auch Andelfinger oder AZ genannt, ist die Regionalzeitung des Bezirks Andelfingen beziehungsweise des Zürcher Weinlands.

## Allgemeines
Die Andelfinger Zeitung wird von der «Akeret Verlag + Druck AG/wylandprint» herausgegeben. Ihr Schwerpunkt liegt in der Berichterstattung über die Politik, Kultur, Gesellschaft und den Sport im Bezirk Andelfingen beziehungsweise im Zürcher Weinland. Politisch und wirtschaftlich erklärt sie ihre Berichterstattung als unabhängig und neutral.
Julia Akeret, die Tochter des langjährigen Patrons Karl Akeret, ist die Verlegerin. Redaktionsleiter ist Roland Spalinger. Der Betrieb zählt 20 Mitarbeiter, davon zehn Teilzeitstellen. Die Andelfinger Zeitung hat eine WEMF-beglaubigte Auflage von 5'537 (Vj. 5'574) verkauften bzw. 5'543 (Vj. 5'574) verbreiteten Exemplaren und ist die führende Zeitung im Zürcher Weinland. Der Betrieb ist heute in zwei Segmente aufgeteilt: den Verlag mit der Andelfinger Zeitung und wylandprint für alle Drucksachen.

## Aufbau
Die Andelfinger Zeitung besteht in der Regel aus den Seiten:
- Weinland (Politik, Kultur und Gesellschaft im Bezirk Andelfingen und in einigen angrenzenden Gemeinden; mehrere Seiten pro Ausgabe)
- Sport (Regionalsport)
- Agenda (Veranstaltungshinweise)
- Kaleidoskop (Geschehen in der Schweiz und in der Welt)
- Rundherum (Geschehen Kantone Zürich, Schaffhausen und Thurgau)
- Postfach (Beiträge der Leser)

## Geschichte
Die Sicherung der bürgerlichen Freiheitsrechte in der Schweizer Bundesverfassung von 1848 wurde zum Auslöser von Zeitungsgründungen im ganzen Land. Die erste Zeitung in Andelfingen erschien 1843 unter dem Titel Anzeiger aus dem Bezirk Andelfingen. Es folgten weitere Gründungen von Zeitungen, deren Erscheinen nur von kurzer Dauer war, etwa 1844 der Thur-Bote, bis schliesslich H. Mohler, Buchdrucker und Fotograf in Kleinandelfingen, im Jahr 1857 den Anzeiger von Andelfingen, also den Vorläufer der AZ, gründete.
Diesen Anzeiger erwarb Johann Ulrich Akeret von Nussbaumen TG im Jahre 1864 und gab ihm den noch heute gültigen Titel Andelfinger Zeitung. Dank der Leitung des Buchdruckers und schon erfahrenen Zeitungsmachers Johann Ulrich Akeret und der grossen Familie, seines Nachfolgers Paul Akeret (1882–1945), dessen Söhnen Karl Akeret (1910–2001), Erwin Akeret (1915–1987) und – in der vierten Generation – Julia Akeret (1969), hat sich die Andelfinger Zeitung bis heute behauptet und steht jetzt im 145. Jahrgang.

### Geschichtsdaten der Verleger
Johann Ulrich Akeret wurde am 4. August 1837 in eine Kleinbauernfamilie mit acht Kindern hineingeboren. Beide Eltern starben früh. Bei der Buchdruckerei Büchi in Elgg absolvierte er eine Schriftsetzerlehre. Nach kurzen Wanderjahren kaufte der Berufsmann 1860 den Grenzboten in Stein am Rhein samt Druckerei. Bereits 1864 erfolgte der Wohnungswechsel nach Andelfingen. Zuerst druckte er die Andelfinger Zeitung im «Zwygarten» in Kleinandelfingen auf zwei Handpressen und kurze Zeit später in Andelfingen. Die Zeitung erschien zweimal in der Woche am Mittwoch und Samstag mit einer Auflage von 2000 Exemplaren. 1866 bezog der erst 29-jährige Buchdrucker dann den Neubau «Zum Neugüetli», heute noch Sitz der Druckerei Akeret AG in Andelfingen. Ende Oktober 1902 verstarb Johann Ulrich Akeret im Alter von 65 Jahren.
Paul Akeret, sein zweitjüngster Sohn, übernahm knapp 20-jährig die technische Führung des Betriebes, bis er 1907 den Verlag und die Druckerei aus der Erbengemeinschaft auf eigene Rechnung übernahm. Im Jahre 1912 kaufte er die erste Setzmaschine, für die damalige Zeit ein geradezu revolutionärer Schritt. Im Jahre 1926 entstand ein grösserer Erweiterungsbau.
Einen wichtigen Eckstein in der Entwicklung des Unternehmens bildete 1912 der Kauf des 1876 gegründeten Wülflinger Blattes Der Weinländer samt Wohnhaus und Druckerei an der Wülflingerstrasse 235 von dem gebürtigen Rudolfinger Heinrich Müller-Kern (1872–1940). Der Weinländer wurde in der Buchdruckerei Paul Akeret in Andelfingen gedruckt.
Die Redaktion des Weinländers wurde am 1. Oktober 1941 Erwin Akeret (1915–1987) übertragen. Bis 1961 war er neben dem Weinländer auch Redaktor der Andelfinger Zeitung. 1960 kaufte er das Volksblatt aus dem Bezirk Andelfingen, verschmolz dieses vorerst mit den Weinländer Nachrichten, dem späteren Weinländer Tagblatt.
Nach seinem Tod am 12. September 1987 kaufte der Zeitungsverlag Huber & Co. AG in Frauenfeld das Weinländer Tagblatt. Doch schon am 29. April 1989 ging das Blatt an Ulrich Akeret, Sohn von Karl Akeret, über. Ab 1. Mai 1989 erschien der Weinländer unter dem neuen Titel Weinländer Zeitung mit dreimaligem Erscheinen mit einer Auflage von 3100 Exemplaren in der Druckerei Akeret. Am 31. Dezember 2002 wurde die Weinländer Zeitung aus finanziellen Gründen eingestellt. Im Jahre 1946 verstarb Paul Akeret im Alter von 64 Jahren.
Der zweitjüngste Sohn von Paul Akeret, Karl Akeret, kaufte im Jahre 1947 – im Alter von 37 Jahren – von der Erbengemeinschaft die Druckerei mit Verlag der Andelfinger Zeitung ab. Der technischen Entwicklung folgend, erneuerte er seinen Druckereibetrieb fortwährend mit modernen Setz- und Druckmaschinen. Der Wechsel vom Bleisatz zur elektronischen Satzherstellung im Jahre 1980 erforderte erneut grossen Aufwand. Im Jahre 1989 entschloss er sich zu einer weiteren Modernisierung und erstellte einen Erweiterungsbau, in dem man auch eine 16-seitige MAN-Rollenoffsetmaschine integrieren konnte. 1997 wurde das Familienunternehmen in eine AG umgewandelt.

### Erscheinungsweise
Seit dem 1. Januar 1961 hat die zweimal wöchentliche Ausgabe zum dreimal wöchentlichen Erscheinen gewechselt. Nun kommt sie als Nachmittagszeitung montags, mittwochs und freitags heraus. Die Redaktion der Andelfinger Zeitung übernahm Karl Akeret. Er hat das Zeitungskonzept ausgebaut und mit Bildern bereichert und bis zu seinem 90. Lebensjahr gearbeitet. Er starb im Jahre 2001.
Seit dem 26. März 2010 ist die Andelfinger Zeitung vierfarbig und erscheint wieder, wie vor 1961, zweimal pro Woche (Dienstag und Freitag). Dafür sind die einzelnen Ausgaben umfangreicher.